# Gabriel Rasch
Ole Gabriel Rasch (ur. 8 kwietnia 1976 w Hole) – norweski kolarz szosowy. Olimpijczyk (2008).
W kwietniu 2014 zakończył karierę sportową, po czym został dyrektorem sportowym w grupie Ineos Grenadiers (wówczas Team Sky).

## Osiągnięcia
Opracowano na podstawie:

1999
- 3. miejsce w Tour du Loir-et-Cher

2000
- 3. miejsce w Tour du Loir-et-Cher

2001
- 1. miejsce w mistrzostwach Norwegii (jazda drużynowa na czas)
- 2. miejsce w mistrzostwach Norwegii (start wspólny)

2002
- 2. miejsce w Ringerike GP

2003
- 1. miejsce w mistrzostwach Norwegii (start wspólny)

2004
- 3. miejsce w Ringerike GP

2006
- 2. miejsce w Cinturón a Mallorca
- 1. miejsce w klasyfikacji górskiej Rhône-Alpes Isère Tour
- 1. miejsce w Grand Prix Möbel Alvisse
- 1. miejsce w Ringerike GP
- 3. miejsce w Tour de la Somme

2007
- 1. miejsce w Rhône-Alpes Isère Tour
  - 1. miejsce na 3. etapie
- 3. miejsce w Ringerike GP

## Rankingi
| Rok             | 2009 | 2010 |
| --------------- | ---- | ---- |
| UCI Europe Tour | -    | 658. |
| UCI Asia Tour   | 189. | -    |
|                 |      |      |
| Źródło: UCI     |      |      |